# 반야다라
반야다라는 인도의 불교 승려다. 중국 선불교에서는 제27대 조사스님이라고 본다. 중국 선불교를 창시한 보리달마 스님의 스승이다.

## 역사
조당집에는 이렇게 소개한다.
동인도 사람이며, 종성은 바라문이었다. 부모를 모두 잃고 보살로 화하여 불사를 일으키는 불여밀다를 만나 법을 얻고, 교화를 펴면서, 남천축에 까지 이르니 그 나라의 왕은 찰제리로서 이름은 향지(香至)였다. 조사께서 왕의 재에 참석했을 때 다른 성인들은 모두가 경을 읽는데 조사만이 경을 읽지 않으니 왕이 물었다.
"어째서 스님은 경을 읽지 않으니까?"
조사께서 대답했다.
"빈도는 숨을 내어 쉴 때에 모든 반연(攀緣)을 따르지 않고 숨을 들여 쉴 때에도 온(蘊)·처(處)·계(界)에 머물지 않나니, 항상 이렇게 백·천·억권의 경을 읽습니다. 한 두권 뿐이 아닙니다."
그때에 대왕이 조사께 구슬 하나를 바쳤는데 광채가 찬란하였다.(자세한 것은 보림전에 있다.)
조사께서 달마에게 말씀하셨다.
"내가 이제 이 정법안장을 그대에게 주노니, 나의 게송을 들으라."
그리고 다음과 같은 게송을 읊었다.
심지(心地)에서 모든 종자가 나되
일[事]에 因하고 이[理]치에 인하기도 한다.
결과가 차면 보리도 원만해지리니
꽃이 필 때엔 세계가 일어난다.

## 성별
반야다라는 일반적으로 남성으로 여겨지고 선불교의 조사스님(모두 남성이다) 중 한 명으로 나열되어 있지만, 20세기 불교 수행자들은 반야다라가 여성이었을 수 있다고 제안했다. 반야다라(Prajñātārā)라는 법명은 두 명의 여성 불교 신 또는 보살인 Prajnaparamita와 Tara의 이름을 합친 것이다. 타라보살 참조.
2008년 Koten Benson 목사는 반야다라가 여성이었을 수 있으며 설일체유부 교단의 수장이었을 수 있다고 제안했다. 그는 케랄라의 구전 전통과 한국 선(한국 선불교) 전통에서 반야다라를 여성으로 식별하고 남부 인도의 고고학적 증거가 유명한 여성 교사의 존재를 확인한다고 주장했다.

## 같이 보기
- 조사 (불교)